# Maurin Kiribati Party
Il Maurin Kiribati Party è stato un partito politico gilbertese, attivo dal 2003 al 2016. Alle elezioni presidenziali del 4 luglio 2003, il suo candidato Banuera Berina ha ottenuto il 9,1%.
Il 29 gennaio 2016, si è fuso con il United Coalition Party di Teburoro Tito per formare il Partito Tobwaan Kiribati.

## Risultati elettorali
| Elezione          | Seggi  |
| ----------------- | ------ |
| Parlamentari 2011 | 3 / 44 |
| Parlamentari 2015 | 1 / 44 |